# Mariacris
Mariacris is een geslacht van rechtvleugeligen uit de familie veldsprinkhanen (Acrididae). De wetenschappelijke naam van dit geslacht is voor het eerst geldig gepubliceerd in 1989 door Ronderos & Turk.

## Soorten
Het geslacht Mariacris  is monotypisch en omvat slechts de volgende soort:
- Mariacris viridipes (Ronderos & Turk, 1989)